# アーロン・ゲイト
アーロン・ゲイト（Aaron Gate、1990年11月26日 - ）は、ニュージーランドの自転車競技選手。

## 来歴
ロードレースとトラックレースの両方で実績を残している。

### 2008年
- ジュニア世界選手権自転車競技大会・団体追抜 3位

### 2011年
- オセアニア自転車競技選手権大会・団体追抜 優勝（+ サム・ビューリー、マーク・ライアン、ジェシー・サージェント）
- UCIトラックワールドカップ2011-2012
  - カリ - 団体追抜 優勝

### 2012年
- ロンドンオリンピック・団体追抜 3位

### 2013年
- ニュージーランド選手権
  - 個人追抜 優勝
  - スクラッチ 優勝
  - ポイントレース 優勝
  - マディソン 優勝（+ マイロン・シンプソン）
- 世界選手権自転車競技大会トラックレース  オムニアム 優勝
- オセアニア自転車競技選手権 団体追抜 優勝

### 2014
- 世界選手権自転車競技大会トラックレース  団体追抜 3位
- オセアニア自転車競技選手権 ポイントレース 優勝

### 2015
- アン・ポスト・ラス　ポイント賞（第2、5ステージ優勝）
- ニュージーランド選手権 オムニアム 優勝
- オセアニア自転車競技選手権 団体追抜 優勝

### 2016
- アン・ポスト・ラス　ポイント賞（第6ステージ優勝）

### 2017
- オセアニア自転車競技選手権 オムニアム 優勝

### 2018
- ツアー・オブ・オーストリア  山岳賞

### 2019
- ニュージーランド・サイクルクラシック  総合優勝（第1ステージ優勝）
- ベオグラード〜バンジャルカ 区間優勝（第1ステージ）
- UCIトラックワールドカップ2011-2012

### 2020
- ニュージーランド・サイクルクラシック 区間優勝（第1ステージ）
- ニュージーランド選手権
  - トラック・個人追抜 優勝
  - ロード・クリテリウム 優勝

### 2021
- グラベル・アンド・タール・クラシック 優勝
- ニュージーランド選手権 個人タイムトライアル 優勝

### 2022
- オセアニア自転車競技選手権 個人タイムトライアル 優勝
- インターナショナル・ツアー・オブ・ヘラス  総合優勝（第1ステージ優勝）
- コモンウェルスゲームズ ロードレース 優勝
- ツール・ド・ルクセンブルク 区間優勝（第3ステージ）

### 2023
- ニュージーランド選手権 個人タイムトライアル 優勝
- インターナショナル・ツアー・オブ・ヘラス 区間優勝（プロローグ）

### 2024
- ニュージーランド・サイクルクラシック  総合優勝（第1、3、4、5ステージ優勝）
- ニュージーランド選手権 個人ロードレース 優勝
- オセアニア自転車競技選手権 個人タイムトライアル 優勝
- トランス・ヒマラヤ・サイクリングレース  総合優勝
- ツアー・オブ・ハイナン  総合優勝、  ポイント賞（第3，4ステージ優勝）

### 2025
- ツアー・オブ・ハイナン 区間優勝（第4ステージ）